# Gián nhà
Gián nhà (Danh pháp khoa học: Periplaneta) là một chi gián thuộc họ Blattidae, trong chi này có nhiều loài gián sống trong nhà của con người.

## Đặc điểm

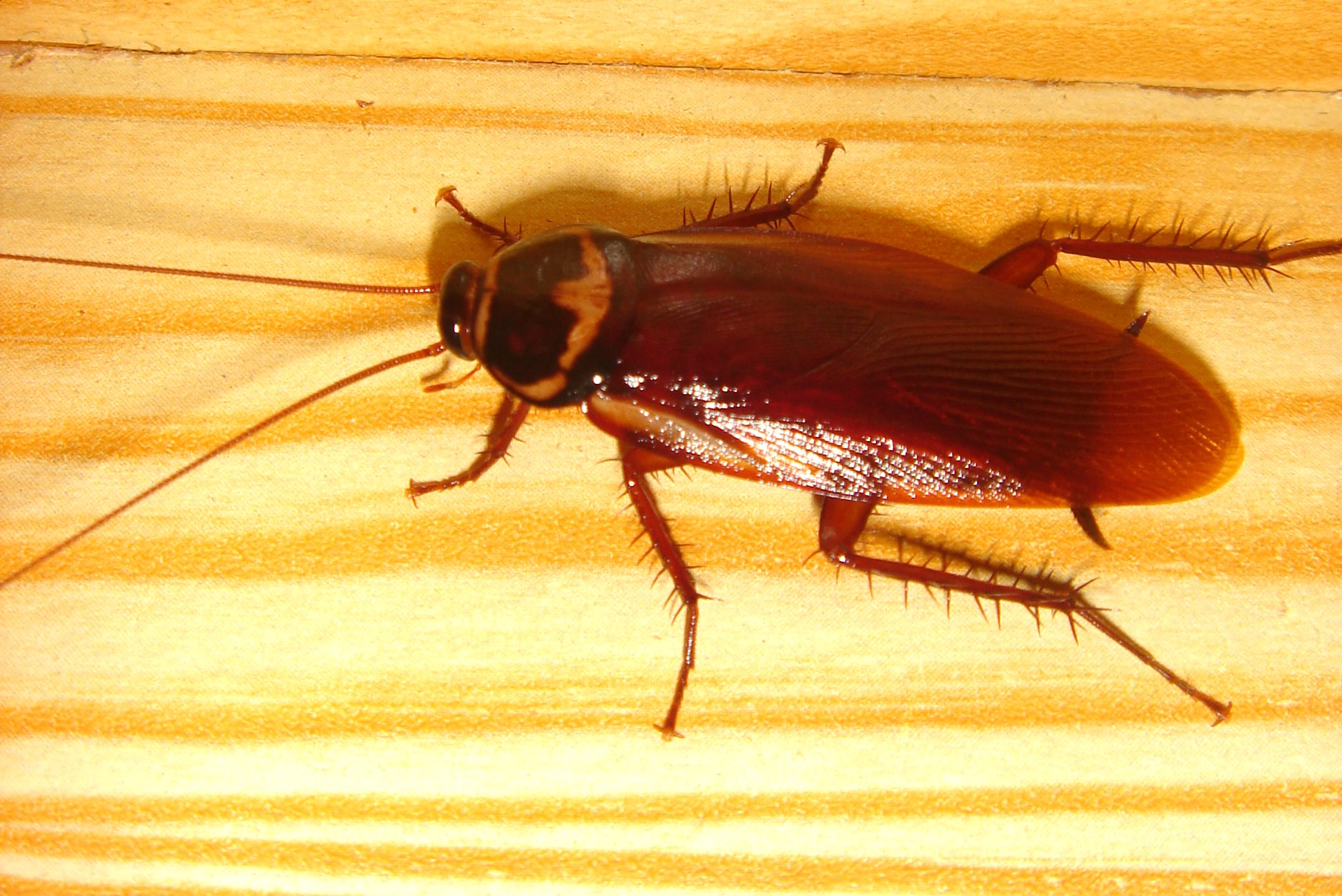
Gián Mỹ

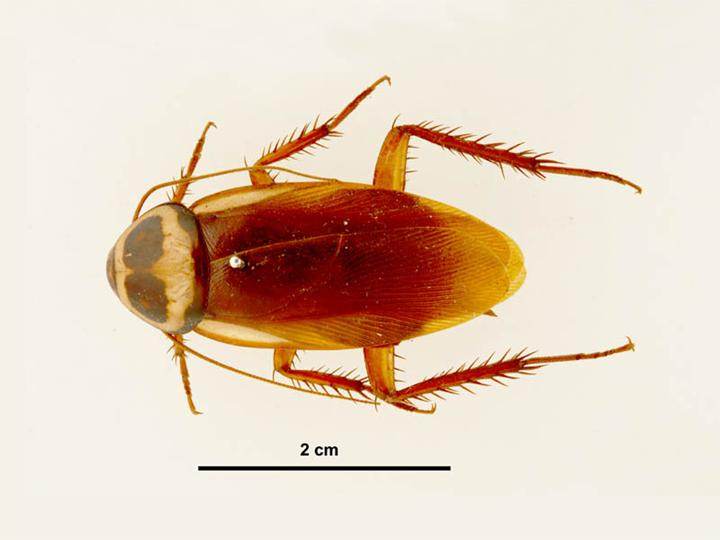
Gián Úc

Gián nhà là chi côn trùng có cơ thể dẹt hướng lưng bụng, thông thường có đôi cánh ôm kín lưng. Kích thước cơ thể của chúng khác nhau theo loài, có thể dài từ 2 – 3mm đến 8 cm. Toàn thân có thể màu nâu thẫm (lúc mới sinh có màu trắng). Đa số các loài gián ít khi bay, song chúng bò rất nhanh.

## Các loài gián nhà
- Gián Mỹ (Periplaneta americana): loài gián này xuất hiện ở hầu hết các khu dân cư trên toàn thế giới. Cơ thể dài 3,5 – 4 cm, có màu nâu thẫm. Gián Mỹ đẻ trứng thành ổ, có 16 trứng, xếp thành hàng chiều dài từ 0,8 – 1 cm.
- Gián Úc (Periplaneta australasiae): gián Úc được gặp chủ yếu ở các vùng nhiệt đới và cận nhiệt. Gián Úc cũng giống loài gián Mỹ, nhưng cơ thể nhỏ hơn (dài 3,1 – 3,7 cm) và màu nhạt hơn gián Mỹ. Loài gián này có 2 sọc vàng nhạt từ 2 bên gốc cánh kéo xuống 1/3 chiều dài của cánh trước. Một ổ trứng của gián Úc có 22 – 24 trứng.
- Gián Nhật (Periplaneta japonica)
- Gián Brunei (Periplaneta brunnea)

## Tác hại
Gián nhà được coi là loài gây hại, có hại cho sinh hoạt hàng ngày và sức khỏe của con người. Chúng ăn nhiều loại đồ vật trong nhà như quần áo, giấy, thức ăn của con người và cả các chất thải trong thùng rác nhà bếp. Sau khi ăn thực phẩm bị ô nhiễm, vi khuẩn và động vật nguyên sinh có thể tồn tại trong hệ thống tiêu hóa của gián trong một tháng hoặc hơn. Sau đó, thực phẩm hoặc đồ dùng có thể bị nhiễm phân gián và nguồn bệnh được lan truyền khi gián di chuyển, kiếm ăn và thải phân. Gián nhà có tập tính sống ở những nơi bẩn thỉu, hủy hoại và làm thức ăn bị nhiễm khuẩn, đồng thời có thể gặm nhấm làm hư hỏng một số vật dụng như quần áo, vải vóc, bìa gáy sách vở. Chúng vừa ăn vừa nôn mửa những thức ăn mà chúng đã tiêu hóa một phần và đào thải phân rải rác khắp nơi. Các chất bài tiết, nôn mửa từ miệng gián, các tuyến trên cơ thể của gián có mùi hôi đặc biệt, rất khó chịu và đọng lại rất lâu trên những vật dụng mà nó đã đi qua.

## Thiên địch của gián
- Tò vò ngọc lục bảo là một loài côn trùng cánh màng trong họ Ampulicidae, thuộc chi Ampulex. Loài này bắt gián và chích nọc độc làm tê liệt, đẻ trứng vào gián còn sống nhưng bị chế ngự, ấu trùng sẽ ăn thịt nạn nhân và trưởng thành.
- Mèo nhà